# Jon McBride
Jon Andrew McBride (Charleston, 14 de agosto de 1943 – 7 de agosto de 2024) foi um astronauta norte-americano.
Formado em engenharia aeronáutica, iniciou carreira na Marinha dos Estados Unidos com o treinamento para piloto, na base de Pensacola, na Flórida em 1965. Como aviador naval e piloto de caça, combateu no Sudeste Asiático, durante a Guerra do Vietnã. Depois da guerra cursou a prestigiada Escola de Piloto de Teste da Força Aérea dos Estados Unidos, qualificando-se como piloto de testes.

## NASA
Com mais de 4 700 horas de voo em jatos de combate, ele foi selecionado para o curso de astronautas da NASA em janeiro de 1978, formando-se em agosto de 1979. Depois de trabalhar em terra em várias funções técnicas relacionadas ao programa do ônibus espacial, foi ao espaço a bordo da nave Challenger em outubro de 1984, como piloto da missão STS-41-G, a primeira missão com sete tripulantes.
Escalado para um segundo voo, como comandante, em março de 1986, McBride viu sua segunda chance de ir ao espaço acabar com a tragédia da Challenger em janeiro de 1986, que interrompeu e adiou por dois anos os voos dos ônibus espaciais. No ano seguinte, foi designado administrador assistente para relações com o Congresso, com a responsabilidade de cuidar das relações da NASA com o Congresso dos Estados Unidos, função em que atuou até maio de 1989, quando deixou a agência espacial e a Marinha para trabalhar na iniciativa privada.
McBride faleceu no dia 7 de agosto de 2024.